# Shep Gordon

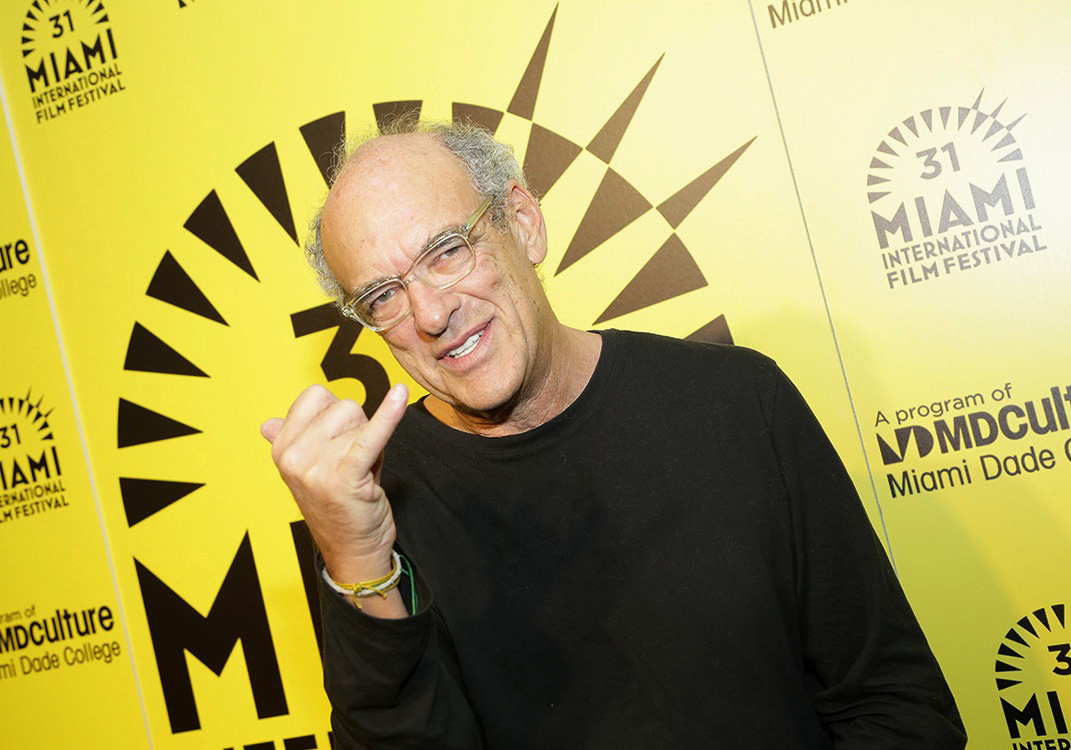

Shep E. Gordon (1946) es un mánager, agente cinematográfico y productor de cine estadounidense. Gordon aparece en el documental Supermensch: The Legend of Shep Gordon, el cual fue dirigido por Mike Myers.

## Biografía
Nació en 1946 en Jackson Heights, Queens. Logró una gran amistad con el Dalái lama No. 14.
Inicialmente, sus primeras conexiones con el mundo musical se dieron al conocer a Jimi Hendrix, Janis Joplin y Alice Cooper en 1968. Se convirtió rápidamente en el agente de Cooper, para luego trabajar con otras celebridades como Anne Murray, Blondie, Teddy Pendergrass y Luther Vandross.

## Trabajo
Gordon ha trabajado en numerosas películas, típicamente como productor. Estas incluyen The Duellists y Kiss of the Spider Woman. Luego creó la productora independiente Alive Films.